# Phaea nigripennis
Phaea nigripennis es una especie de escarabajo longicornio del género Phaea, tribu Tetraopini, subfamilia Lamiinae. Fue descrita científicamente por Bates en 1881.

## Descripción
Mide 6,3-10,6 milímetros de longitud.

## Distribución
Se distribuye por Guatemala y México.